# Скотт де Мартенвиль, Эдуар Леон

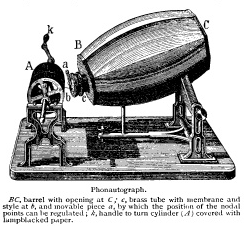
Фоноавтограф

Эдуар-Леон Скотт де Мартенвиль (фр. Édouard-Léon Scott de Martinville; 25 апреля 1817, Париж — 26 апреля 1879, там же) — парижский издатель, библиотекарь и книготорговец, изобретатель самого первого звукозаписывающего устройства — фоноавтографа (1857).

## Фоноавтограф
Воодушевленный изобретением фотоаппарата, чей принцип имитировал человеческий глаз, Леон Скотт де Мартенвиль изучил строение человеческого уха и воссоздал его в своём устройстве. О воспроизведении звука изобретатель не думал.
25 марта 1857 года французское правительство выдало Леону Скотту патент № 17 897/31 470 на изобретённое им устройство под названием «фоноавтограф» (фр. phonoautographe).
Утверждалось, что в 1863 году фонавтограф Скотта был использован для записи голоса Авраама Линкольна в Белом доме.
Устройство состояло из акустического конуса и вибрирующей мембраны, соединённой с иглой. Игла соприкасалась с поверхностью вращаемого вручную стеклянного цилиндра, покрытого закопчённой бумагой. Звуковые колебания, проходя через конус, заставляли мембрану вибрировать, передавая колебания игле, которая прочерчивала на копоти отметки. Устройство позволяло визуализировать звуковые колебания, однако не предлагало способа их воспроизведения. Записи Мартенвиля были воспроизведены лишь в 2008 году с помощью компьютера, причём выяснилось, что Скотт де Мартенвиль записывал звук на разных скоростях.
В дальнейшем конструкция фоноавтографа была взята за основу для создания фонографа и граммофона.

## Публикации
- Jugement d’un ouvrier sur les romans et les feuilletons à l’occasion de Ferrand et Mariette (1847)
- Histoire de la sténographie depuis les temps anciens jusqu'à nos jours (1849)
- Fixation graphique de la voix (1857)
- Les Noms de baptême et les prénoms (1857)
- Notice sur la vie et les travaux de M. Adolphe Noël Des Vergers
- Essai de classification méthodique et synoptique des romans de chevalerie inédits et publiés. Premier appendice au catalogue raisonné des livres de la bibliothèque de M. Ambroise Firmin-Didot (1870)
- Le Problème de la parole s'écrivant elle-même. La France, l’Amérique (1878)